# Sussat
Sussat is een gemeente in het Franse departement Allier (regio Auvergne-Rhône-Alpes) en telt 100 inwoners (2009). De plaats maakt deel uit van het arrondissement Montluçon.

## Geografie
De oppervlakte van Sussat bedraagt 7,9 km², de bevolkingsdichtheid is dus 12,7 inwoners per km².
De onderstaande kaart toont de ligging van Sussat met de belangrijkste infrastructuur en aangrenzende gemeenten.

## Demografie
Onderstaande figuur toont het verloop van het inwonertal (bron: INSEE-tellingen).
Vanwege een beveiligingsprobleem met de MediaWiki Graph-software is het momenteel niet mogelijk deze grafiek weer te geven. Zodra de software is bijgewerkt zal de grafiek vanzelf weer zichtbaar worden.